# Kornwalia (dystrykt)
Kornwalia (ang. Cornwall) – dystrykt (unitary authority) w hrabstwie ceremonialnym Kornwalia w Anglii. W 2011 roku dystrykt liczył 532 129 mieszkańców. Ośrodkiem administracyjnym jest miasto Truro.